# Elaphoglossum affine
Elaphoglossum affine är en träjonväxtart som först beskrevs av Carl Friedrich Philipp von Martius och Gal., och fick sitt nu gällande namn av Thomas Moore. Elaphoglossum affine ingår i släktet Elaphoglossum och familjen Dryopteridaceae. Inga underarter finns listade.